# Belcastel (Aveyron)
Belcastel – miejscowość i gmina we Francji, w regionie Oksytania, w departamencie Aveyron. W 2013 roku jej populacja wynosiła 207 mieszkańców. Przez gminę przepływa rzeka Aveyron. 

## Zabytki
Zabytki w miejscowości posiadające status monument historique:
- zamek (fr. Château de Belcastel)
- stary most (fr. Vieux Pont)